# فرودگاه صحرایی رانچو ال کاراکول
 فرودگاه صحرایی رانچو ال کاراکول (به انگلیسی: Rancho El Caracol Airfield) یک فرودگاه خصوصی است که یک باند فرود آسفالت دارد و طول باند آن ۱۳۶۹ متر است. این فرودگاه در کشور مکزیک قرار دارد و در ارتفاع ۷۲ متری از سطح دریا واقع شده است.